# Symbiotes impressus
Symbiotes impressus is een keversoort uit de familie zwamkevers (Endomychidae). De wetenschappelijke naam van de soort werd in 1912 gepubliceerd door Charles Dury.